# Aert Pietersen van de Venne
Aert Pietersen (Pieterz) van de Venne, född omkring 1631 i Rotterdam, död okänt år, var en nederländsk målare.
van de Venne kom till Sverige tillsammans med Jacob Pietersen Houstraet vid årsskiftet 1651–1652 och ansökte gemensamt hos drottning Kristina om ett kungligt fribrev för att slippa besvär från målarämbetet. I sitt brev till drottningen förklarar de att ända från sin tidigaste ungdom studerat konst och att de nu funnit många motiv som de ville utnyttja i sitt måleri. Bland annat målade de landskapsskildringar  med berg, dalar och djur. Det finns några av Houstraets svenska motiv bevarade medan van de Vennes målningar har gått förlorade. Han återvände efter något år till Nederländerna och var 1666 bosatt i Amsterdam där han var verksam som målare. Släkten van de Venne räknade vid denna tid in ett flertal konstnärer, bland annat blomstermålaren Pieter van de Venne som blev mästare i Haag 1640 och av förnamnet att döma är det troligt att han är far till Aert Pietersen (Pieterz) van de Venne och att han var sonson till Adriaen Pietersz van de Venne. 